# Juan Alonso de Navia-Arango y Navia-Osorio
Juan Alonso de Navia-Arango y Navia-Osorio fue el II Marqués de Ferrera, nació en Luarca (Asturias) el 16/03/1703 y falleció en Oviedo en 1777 . Heredó de su padre D. Juan Alonso Navia y Arango León Menéndez de Avilés en 1731 el Marquesado de Ferrera junto a grandes mayorazgos. 

## Biografía
Casó el 06/02/1724 en Oviedo con doña Joaquina Álvarez de Rivera y Cabeza de Vaca, hija única y heredera de José de Rivera y Dóriga, paje del rey Carlos II, Corregidor de Segovia, Vizconde de Casta-Ossa y Caballero de la Orden de Santiago y de doña Melchora Cabeza de Vaca y Prada, hija de José Ramírez Cabeza de Vaca, Regidor de Oviedo y León y Corregidor de Palencia y Valladolid y de doña Isabel Vázquez de Prada. No tuvo sucesión masculina, pues el único hijo varón murió de corta edad. Le sobrevivieron tres hijas llamadas María Manuela, María Teresa y María Josefa de Navia y Rivera.
Fue miembro de la Junta General del Principado y de la Diputación, teniendo el control de los poderes de varios concejos de Asturias. Perteneció a la primera generación de ilustrados, defendiendo el libre comercio con América así como el desarrollo de las comunicaciones. A partir de 1745 hasta su muerte las facetas más importantes de la política asturiana dependieron de él.
Falleció en 1777, heredando su hija Dª María Manuela Navia-Arango de Rivera el marquesado.